# Tia dương cực

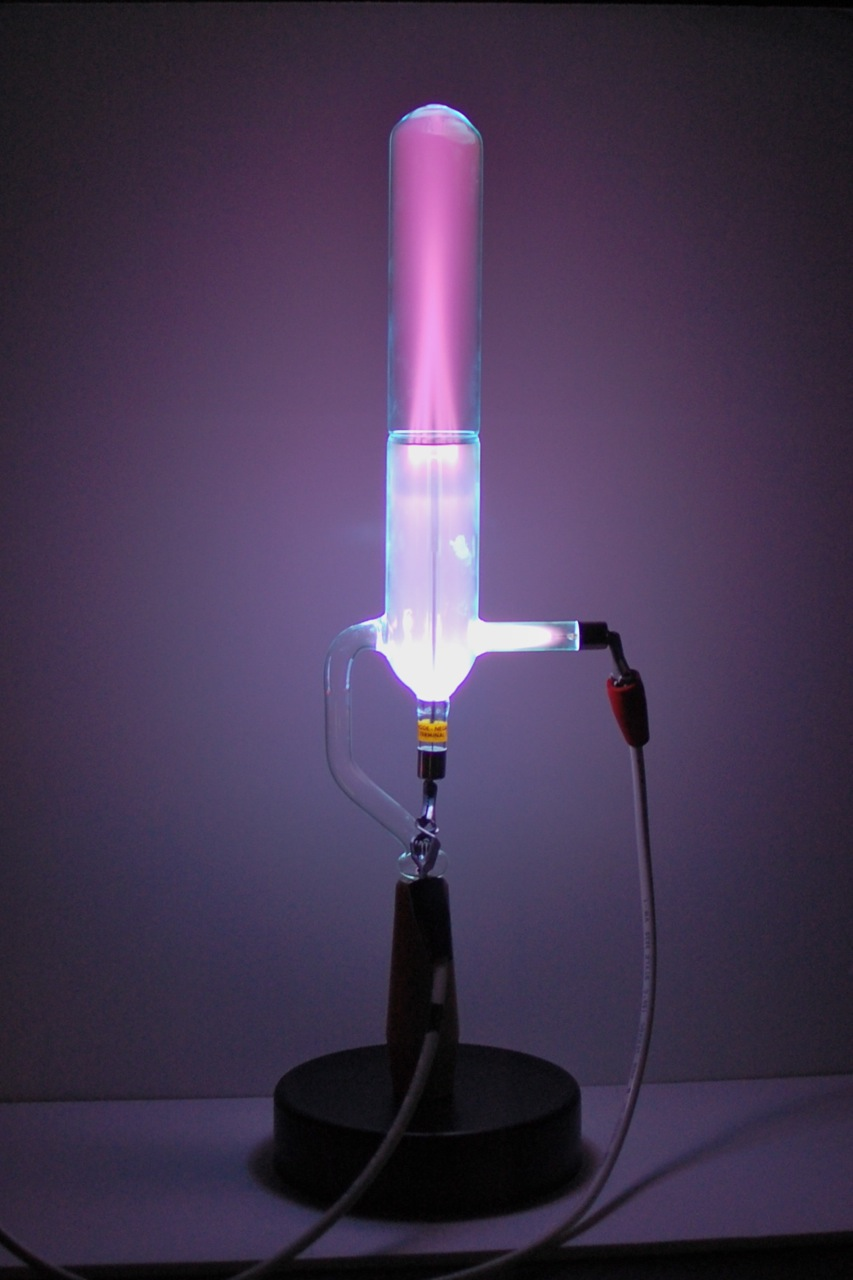
Ống tia cực dương hiển thị các tia đi qua cathode đục và gây ra ánh sáng màu hồng ở trên nó.

Một tia dương cực (hay tia dương) là một chùm ion dương được tạo ra bởi một số loại ống đã rút khí. Lần đầu tiên chúng được quan sát thấy trong ống Crookes trong các thí nghiệm của nhà khoa học Đức Eugen Goldstein, vào năm 1886. Các công trình sau đó của Wilhelm Wien và J. J. Thomson đã dẫn tới sự phát triển phương pháp khối phổ.

## Ống tia dương cực

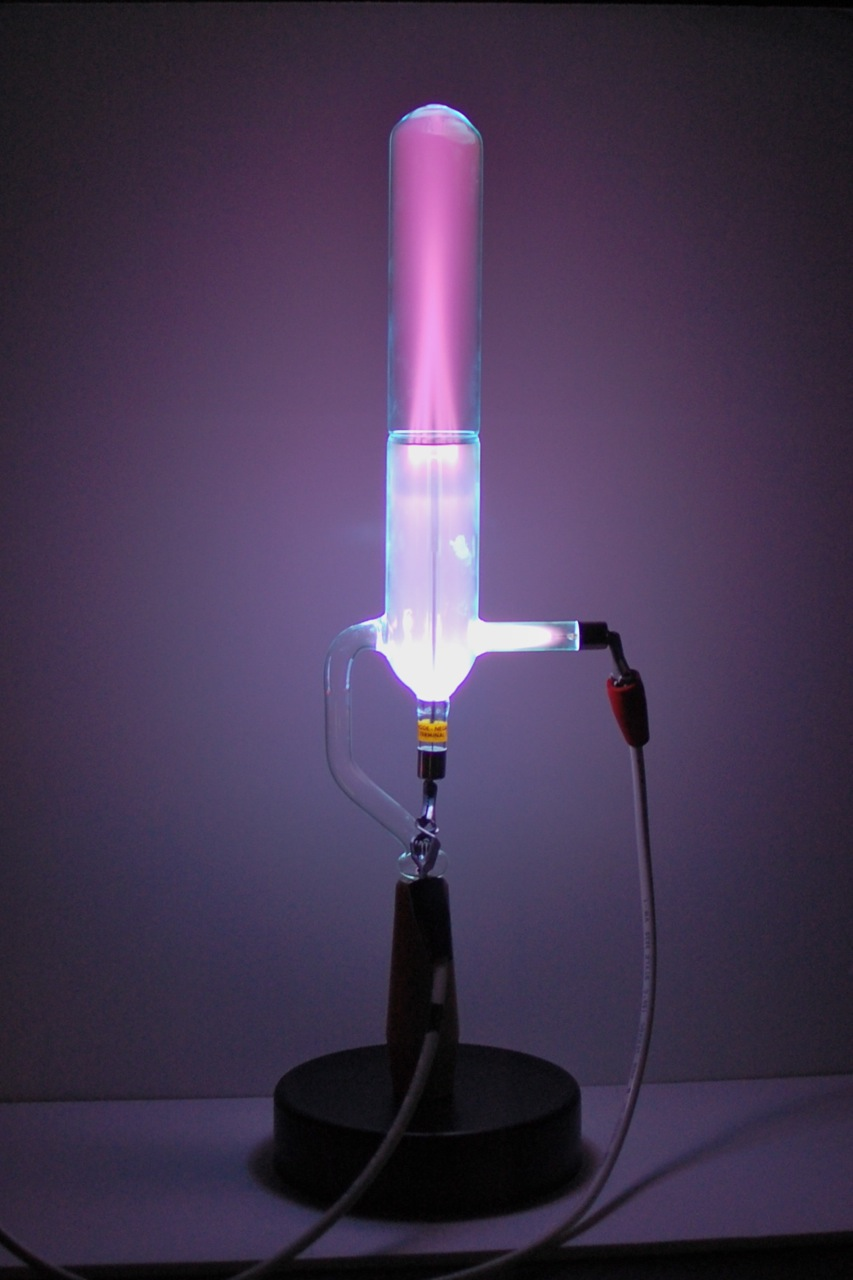
Biểu diễn đơn giản của một ống tia cực dương, hiển thị các tia bên phải của cathode đục lỗ

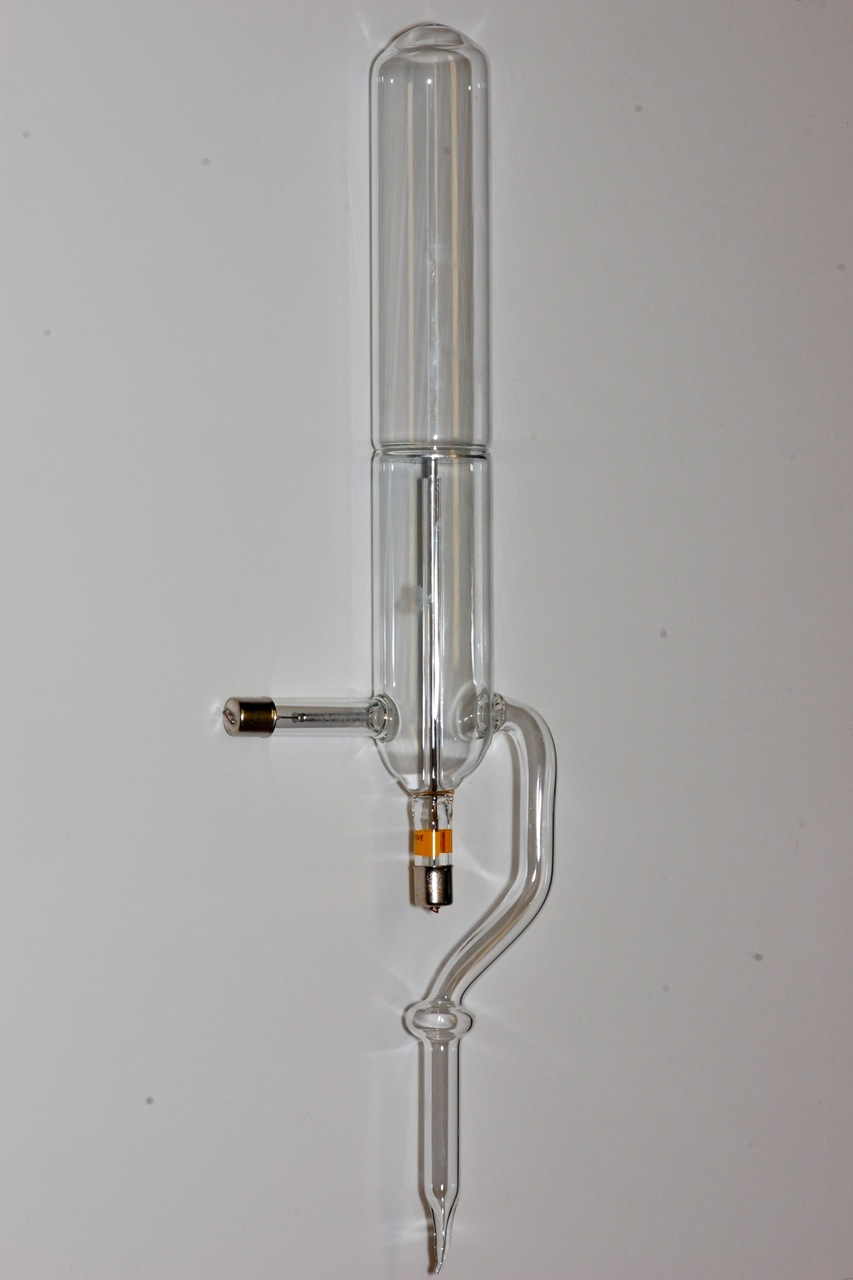
Ông tia dương cực, trạng thái tắt

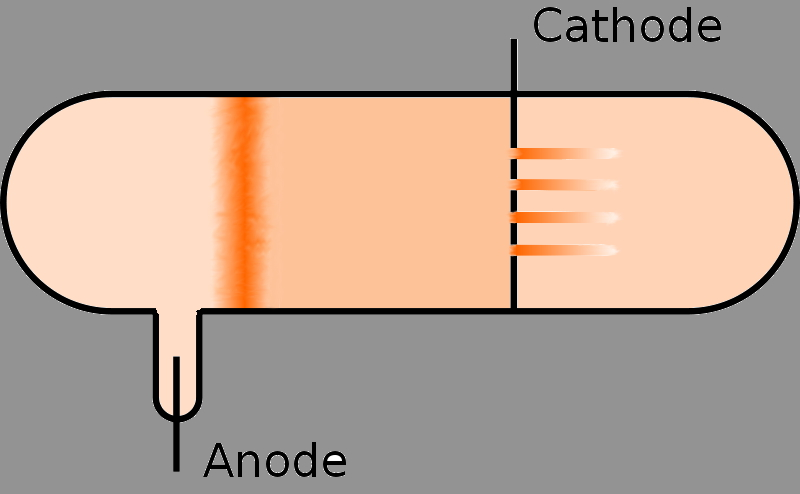
Ống tia dương cực Schematic

Goldstein đã sử dụng một ống đã rút khí có một cathode đục lỗ. Khi điện áp cao vài nghìn volt được áp dụng giữa cực âm và cực dương, các tia phát sáng "mờ nhạt" được nhìn thấy trải dài từ các lỗ ở phía sau của cực âm. Những tia này là các chùm hạt di chuyển theo hướng ngược với "tia catôt", là những dòng electron di chuyển về phía cực dương. Goldstein gọi những tia dương cực này là Kanalstrahlen, "tia kênh" hay "tia kênh", bởi vì chúng được tạo ra bởi các lỗ hoặc các kênh trong cực âm. Vào năm 1907, một nghiên cứu về cách "tia" này bị lệch hướng trong từ trường, cho thấy các hạt tạo nên tia không phải là cùng một khối lượng. Những chiếc nhẹ nhất, được hình thành khi có một lượng khí hydro trong ống, được tính toán khoảng 1840 lần so với điện tử. Họ là proton.
Quá trình mà các tia dương được hình thành trong một ống tia dương cực phóng điện như sau. Khi điện áp cao được áp cho ống, điện trường của nó sẽ đẩy nhanh số lượng nhỏ các ion (các nguyên tử điện tích) luôn tồn tại trong khí, được tạo ra bởi các quá trình tự nhiên như phóng xạ. Các hạt này va chạm với các nguyên tử của khí, phá vỡ các điện tử ra khỏi chúng và tạo ra nhiều ion dương. Các ion và electron lần lượt tấn công nhiều nguyên tử, tạo ra nhiều ion dương trong phản ứng dây chuyền. Các ion dương đều bị thu hút bởi catốt âm, và một số đi qua các lỗ trong cực âm. Đây là các tia cực dương.
Vào thời điểm chúng đến cực âm, các ion đã được đẩy nhanh đến tốc độ đủ để khi chúng va chạm với các nguyên tử hoặc phân tử khác trong khí, chúng kích thích loài này đến mức năng lượng cao hơn. Trở lại mức năng lượng ban đầu của chúng, các nguyên tử hoặc các phân tử giải phóng năng lượng mà chúng thu được. Năng lượng đó phát ra ánh sáng. Quá trình sản xuất ánh sáng này, được gọi là huỳnh quang, gây ra một sự phát sáng trong vùng, nơi các ion xuất hiện từ cực âm.